# Баязет
„Баязет“ (на руски: Баязет) е исторически роман от съветския писател Валентин Пикул, написан през 1959 – 1961 г.

## Сюжет
Внимание:  Текстът по-долу разкрива сюжета на произведението (или части от него)!
Един от най-героичните (и, незаслужено забравени) епизоди на Балканската война е била защитата на крепостта на Баязет. Крепостта е бил овладяна от един малък отряд от руските войски, който по-късно издържа на 23-дневна обсада от турските войски, значително превъзхождащи руските сили по численост.
Главният герой е поручик Андрей Карабанов, който се става истински герой при „обсадата на Баязет“. В романа има и романтична линия – тайната любов на Карабанов, неговата бивша възлюбена Олга. Те се срещат в Баязет, и независимо от факта, че Олга е омъжена за командира на Андрей, полковник Хвощинский, забравените чувства се разгарят с нова сила.
След края на войната Андрей Карабанов не намира място в новия мирен живот и загива при нелеп дуел...

## Екранизация
През 2003 г., въз основа на романа, е заснет едноименен телевизионен сериал с участието на Алексей Серебряков, Игнат Акрашков и Пиер Арканзас.